# 布鲁斯特·肖
小布鲁斯特·霍普金森·肖（英語：Brewster Hopkinson Shaw, Jr.，1945年5月16日—），前美國空軍上校及美国国家航空航天局的宇航员，执行过STS-9、STS-61-B以及STS-28任务。